# Катаптерикс кримський
Катаптерикс кримський (Catapterix crimaea) — вид метеликів родини Acanthopteroctetidae.

## Поширення
До 2016 року вважався ендеміком Криму, де був відомий з двох місць: Карадазька біостанція та біостанція Сімферопольського державного університету у селі Краснолісся, проте згодом був знайдений у трьох локалітетах на півдні Франції. 

## Опис
Розмах крил 6,0-6,5 мм. Опушення голови світле, помаранчево-жовтого забарвлення. На лобі притиснуті лусочки відсутні. Губні щупики дуже маленькі, приховані під великими вигнутими щелепними. Вусики коричневі, зі слабким жирним блиском. Груди і тегули покриті щільно притиснутими широкими лусочками. На передніх крилах основи всіх радіальних жилок знаходяться на приблизно однаковій відстані одна від одної. Передньоспинка і тегули покриті зеленувато-золотистими, блискучими лусочками. Передні крила одноколірні, зеленувато-золотистого забарвлення, з сильним відблиском. Бахрома крил темна, буро-сіра. Задні крила буро-сірого забарвлення. Бахромка задніх крил трохи світліша. Ноги і черевце однотонні, буро-сірого забарвлення. Гомілки і членики лапок не мають світлих перев'язів.